# Softly with These Songs: The Best of Roberta Flack
Softly with These Songs: The Best of Roberta Flack è un album di raccolta della cantante statunitense Roberta Flack, pubblicato nel 1993.

## Tracce
1. The First Time Ever I Saw Your Face – 5:20 (Ewan MacColl)
2. Will You Still Love Me Tomorrow – 4:07 (Carole King, Gerry Goffin)
3. Where Is the Love (duetto con Donny Hathaway) – 2:43 (Ralph MacDonald, William Salter)
4. Killing Me Softly with His Song – 4:46 (Charles Fox, Norman Gimbel)
5. Feel Like Makin' Love – 2:53 (Eugene McDaniels)
6. The Closer I Get to You (duetto con Donny Hathaway) – 4:40 (Reggie Lucas, James Mtume)
7. More Than Everything (duetto con Peabo Bryson) – 4:02 (Peabo Bryson, Roberta Flack)
8. Only Heaven Can Wait (For Love) (duetto con Peabo Bryson) – 5:47 (Flack, Eric Mercury)
9. Back Together Again (duetto con Donny Hathaway) – 4:50 (Lucas, Mtume)
10. Making Love – 3:43 (Burt Bacharach, Carole Bayer Sager, Bruce Roberts)
11. Tonight, I Celebrate My Love (duetto con Peabo Bryson) – 3:31 (Goffin, Michael Masser)
12. Oasis – 6:10 (Marcus Miller, Mark Stephens)
13. And So It Goes – 3:35 (Flack, Barry Miles, Maya Angelou)
14. You Know What It's Like – 4:44 (Flack, Brenda Russell, Miles)
15. Set the Night to Music (duetto con Maxi Priest) – 5:24 (Diane Warren)
16. My Foolish Heart – 4:41 (Ned Washington, Victor Young)
17. Uh-Uh Ooh-Ooh Look Out (Here It Comes) (Steve Hurley's House Mix) – 5:13 (Nickolas Ashford, Valerie Simpson)